# Muhammad Salih
Muhammad as-Sajjid Salih (arab. محمد السيد صالح) – egipski zapaśnik walczący w stylu wolnym. Srebrny medalista igrzysk panarabskich w 1992 roku.